# 아거스 작전
아거스 작전(영어: Operation Argus)은 1958년 8월 27일부터 9월 9일까지 남대서양 상공에서 비밀리에 수행된 미국의 저위력 고고도 핵실험 및 미사일 실험 시리즈이다. 이 실험은 국방 핵무기국에서 수행했다.
이 실험은 크리스토필로스 효과를 연구하기 위한 것이었는데, 이 효과는 남태평양 상공에 소수의 핵폭탄을 고고도에서 폭발시켜 소련의 핵미사일을 방어할 수 있다는 가능성을 제시했다. 이는 미국 상공에 전자 디스크를 생성하여 소련 탄두가 하강할 때 전자 장비를 과부하하게 만들 수 있었다. 이 효과를 사용하여 소련 레이더를 무력화시켜 A-35와 같은 소련 미사일 기반 ABM 시스템이 미국의 반격 공격을 막지 못하게 할 수도 있었다.
실험은 효과가 실제로 발생했으나, 너무 빨리 소멸하여 효과적이지 못하다는 것을 입증했다. 다음 해에 이 주제에 대한 논문이 발표되었는데, 이 사건들을 순전히 과학적인 노력으로 강조했다.

## 목표
이 실험은 당시 로렌스 방사선 연구소(현 로렌스 리버모어 국립연구소)의 리버모어 지부 소속이었던 니콜라스 크리스토필로스가 미발표 논문에서 제안한 것으로, 고고도 핵폭발이 지구 대기권의 극히 높은 지역에 방사선대를 생성할 것이라는 크리스토필로스 효과를 검증하는 수단으로 제안되었다. 이러한 벨트는 밴 앨런대와 유사한 효과를 가질 것으로 예상되었다. "이러한 방사선대는 전쟁에서 잠재적인 전술적 사용이 가능한 것으로 여겨졌는데, 여기에는 라디오 및 레이더 전송의 저하, ICBM 탄두의 무장 및 신관 메커니즘 손상 또는 파괴, 벨트 진입 시 궤도에 있는 우주선 승무원 위협 등이 포함되었다." 아거스 작전 이전에 하드택 티크는 핵폭발로 인한 무선 통신 방해를 보여주었지만, 이는 방사선대 생성 때문은 아니었다.
아거스 작전은 1958년 10월 대기 및 외기권 실험에 대한 금지 조치가 임박함에 따라 구상 후 신속하게 실행되었다. 따라서 실험은 구상 후 불과 6개월 만에 수행되었다(반면 "일반적인" 실험은 1~2년이 소요되었다). 이 시기의 핵실험은 규칙 위반의 소지가 있었기 때문에 군은 국제 지구물리 관측년 장비를 빌려 핵실험을 위장했다.
- 두 개의 미사일을 136-227kg 탄두를 장착하고 한 달 안에 단일 지점에서 발사할 예정이었다.
- 미사일은 200–1,000 마일 (320–1,610 km) 및 2,000–4,000 마일 (3,200–6,400 km) 고도에서 폭발시킬 예정이었다. 두 폭발 모두 지자기 적도 근처에서 발생해야 했다.
- 인공위성은 적도(최대 30°) 및 극(최대 70°) 궤도에 배치되어, 근지점은 약 322 킬로미터 (200 mi), 원지점은 약 2,900 킬로미터 (1,800 mi) 이상이어야 했다. 이 인공위성은 시간 경과에 따른 전자 밀도를 측정하는 데 사용되었으며, 자기계와 주변 무선 노이즈를 측정하는 수단을 포함해야 했다. 폭발 전후로 측정하여 기준선을 설정해야 했다.
- 적절한 지상 위치에서 발사된 관측 로켓은 무선 노이즈를 제외하고 인공위성과 동일한 기기를 탑재해야 했다. 지상국은 전파 천문학 및 레이더 탐사에 미치는 영향과 오로라 측정을 연구하는 데 사용되었다.

원래 아거스 작전은 하드택-아거스라고 불렸고, 나중에는 플로럴이라고 불렸다. 보안상의 이유로 두 이름 모두 독립적인 이름 아거스로 대체되었다.
자금은 현 국방 위협 감소국의 전신인 국군 특수 무기 프로젝트 (AFSWP)에서 제공했다. 프로젝트에 할당된 총 자금은 US$9,023,000이었다.

## 태스크 포스 88

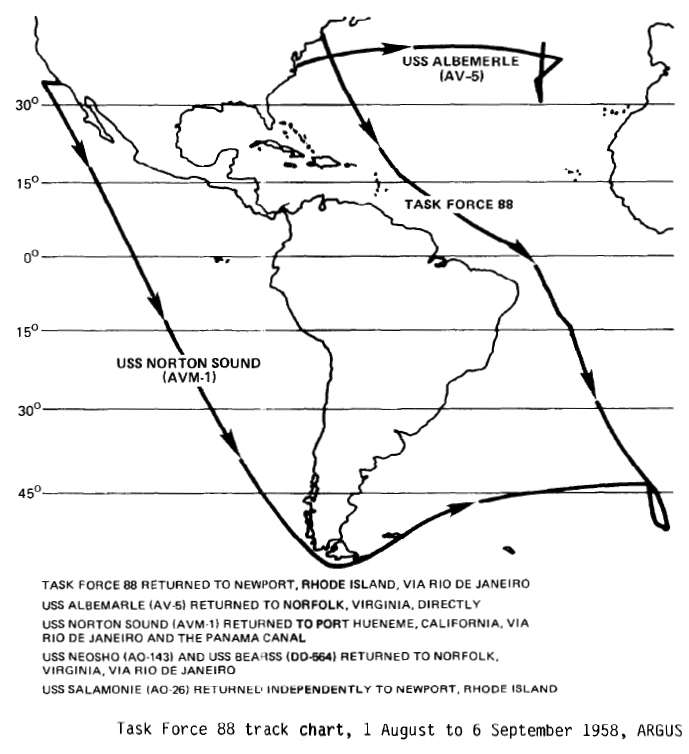
1958년 8월과 9월 TF-88의 경로.

미국 해군 태스크 포스 88 (또는 TF-88)은 1958년 4월 28일에 창설되었다. TF-88은 아거스 작전 수행만을 위해 조직되었다. 아거스 작전이 완료된 후, 태스크 포스는 해체되었고, 그 기록은 분산되었다. 이 기록 중 일부는 그동안 파괴되거나 분실되었다. 특히 분실된 문서 중에는 아거스 실험 중 방사선 수준을 기록한 필름 기록이 있었다. 이는 TF-88 참가자들 사이에서 백혈병 관련 청구가 평소보다 많아 재향군인회에 논란을 야기했다. 이 때문에 참가자들이 얼마나 많은 방사선에 노출되었는지 해결하기 어려웠다.

### USS 노턴 사운드
USS Norton Sound (AVM-1)은 미국 해군 유도 미사일 함정으로 미사일 발사 기능을 담당했다. 또한 실험에 참여하는 승무원들을 위한 훈련 시설로도 사용되었다. 실험에 사용될 X-17A 미사일은 실험을 수행하는 사람들에게 익숙하지 않았다. 더미 미사일 조립 및 수리 훈련이 노턴 사운드함에서 수행되었다. 또한 미국 공군 케임브리지 연구 센터에서 운영하는 27MHz COZI 레이더를 탑재하여 폭발의 영향을 모니터링하는 데 사용되었다. 이 함정은 세 개의 저위력 핵탄두를 고고도 대기로 발사하는 임무를 담당했다. 함장인 아서 R. 그랄라 대령이 태스크 포스 88을 지휘했다. 그랄라는 나중에 신속한 실험 수행 역할로 훈공장을 받았다.

### USS 알베말레
USS 알베말레는 정비를 마친 직후 TF-88 명령에 등재되지 않았다. 대서양으로 출항했는데, 표면상으로는 시험 항해였다. 이 함정 역시 인공 이온화를 감지하기 위한 COZI 레이더 및 기타 계측 장비를 갖추고 있었다. 이 계측 장비에는 국제 지구물리 관측년(IGY) 방사계, 수신기, 레이더, 광학 장비가 포함되었다. IGY 장비가 추가된 후, 아소르스 제도 주변 해역으로 항해하여 지자기 공액점인 남대서양 실험장에서 데이터를 기록했으며, 나머지 TF-88은 실험을 수행하기 위해 남대서양으로 향했다.

### USS 타라와
USS 타라와는 작전의 전반적인 지휘를 맡았으며, 함장은 태스크 그룹 사령관을 겸했다. 이 함정은 미국 공군의 MSQ-1A 레이더 및 미사일 추적용 통신 시스템을 탑재했다. 또한 각 실험을 위한 수색 및 보안 작전, 과학 측정, 사진 촬영, 관측 임무를 수행하는 VS-32 항공기도 탑재했다. HS-5 또한 탑재되어 인력 및 화물의 태스크 포스 내 운송을 제공했다.

### USS 워링턴
USS 워링턴은 베어스, 해머버그, 코트니와 협력하여 태스크 포스 서쪽 463km 지점에 기상 초병을 유지하고, 비행 작전 중 타라와에 대한 항공기 보호를 제공했으며, 표준 구축함 기능(예: 수상 보안 및 수색 구조)을 수행했다. 워링턴은 또한 로키 다트 관측 로켓 발사 장비를 탑재했다.

### 태스크 그룹 88.3
USS 네오쇼는 작전 중 태스크 포스 함정에 연료를 공급했다. 또한 미국 공군 MSQ-1A 레이더 및 통신 밴을 갖추고 있었다. 네오쇼는 또한 네오쇼, USS 샐러모니 (AO-26), 그리고 배정된 구축함으로 구성된 이동 보급 그룹인 TG 88.3의 기함 역할을 했다.
USS 샐러모니는 TF-88에 도착하자마자 미국으로 돌아갔으며, 어떠한 실험에도 참여하지 않았다.

## 인공위성 추적
이 고고도 실험에서 데이터를 얻기 위해 두 차례의 인공위성 발사가 시도되었다. 익스플로러 4호는 7월 26일 케이프커내버럴에서 주노 I 미사일로 성공적으로 궤도에 진입했다. 이 인공위성은 60일 동안 작동할 수 있는 충분한 전지 전력을 가지고 있었다. 이는 인공위성이 아거스 작전을 추적하고 측정하기에 충분한 시간이었다. 익스플로러 5호는 8월 24일 발사 실패를 겪었다.
태스크 포스는 이 인공위성들과 함께 많은 추적 시스템을 사용했으며, 많은 기관들이 이 미사일들을 추적하는 데 도움을 주었다. "이에는 해군 연구소, 육군 신호 연구 개발 연구소, 스미소니언 천체물리 연구소, 육군 지도 서비스, 해군 군수 시험장, 그리고 탄도 연구소와 함께 알류샨 열도부터 아소르스 제도를 거쳐 학계, 산업, 군사 조직의 지상 추적 기지들이 포함되었다."

## 준비

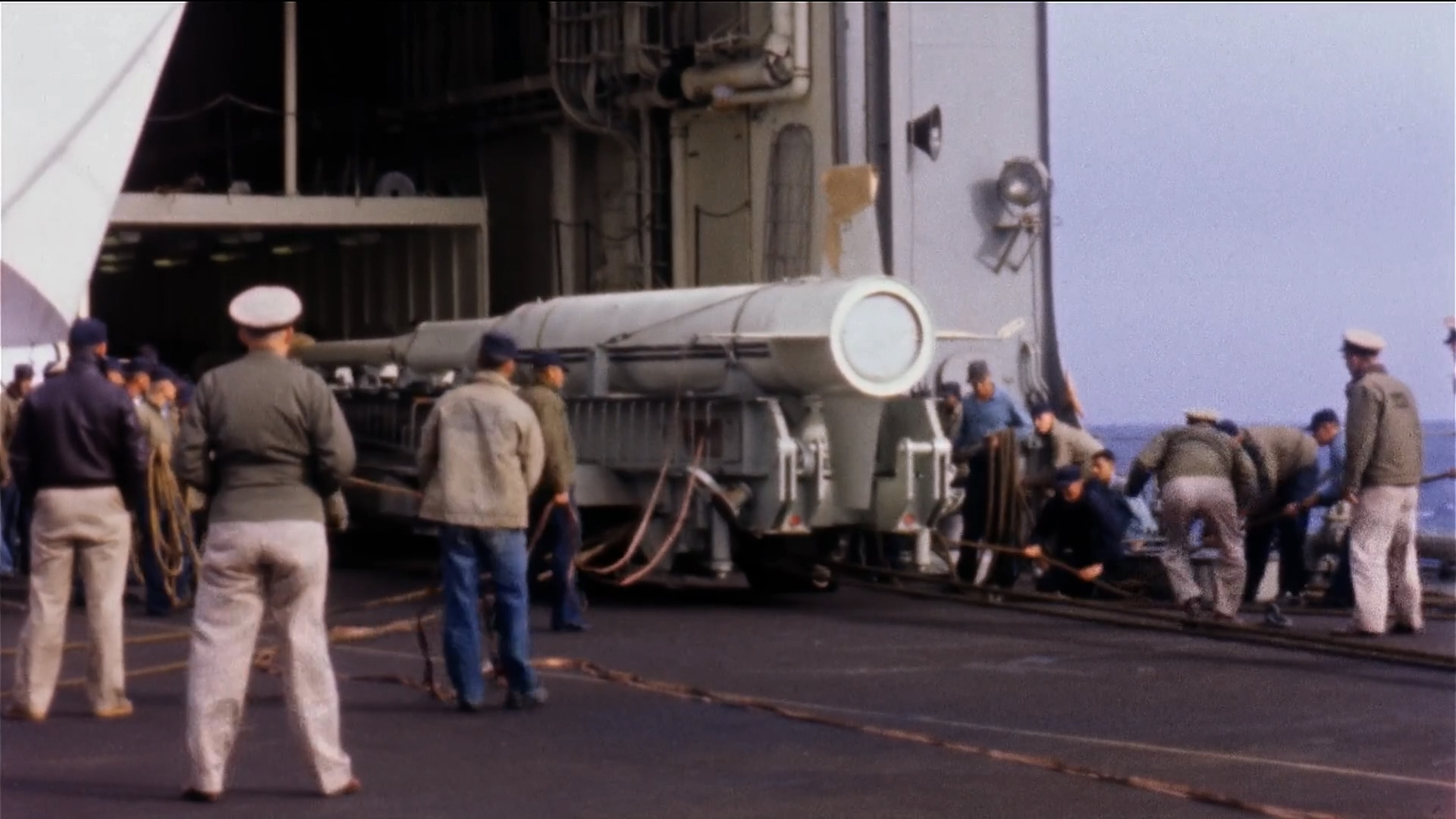
USS-노턴 사운드에 X-17A 배치.

아거스 미사일 발사를 준비하기 위해 많은 시험과 준비가 수행되었다. TF 88의 동해안 부대들이 남대서양으로 향하는 동안, USS 워링턴에서 발사된 로키/다트 고고도 대공 로켓을 사용하여 카운트다운, 발사 및 미사일 추적 훈련에 참여했다. 이 로키 발사는 8월 12일부터 22일까지 14차례 수행되었다. 이 시험들은 장비 및 절차를 시험하고, 특수 임무에 인력을 훈련시키기 위해 수행되었다. 아거스 미사일 발사에 필요한 이러한 임무 중 일부는 "선박 배치, USS 네오쇼와 USS 타라와의 MSQ-1A 레이더 추적, 통신, 스카이 카메라 S2F 항공기 배치, 그리고 지역 감시 S2F 항공기"였다.

## 테스트

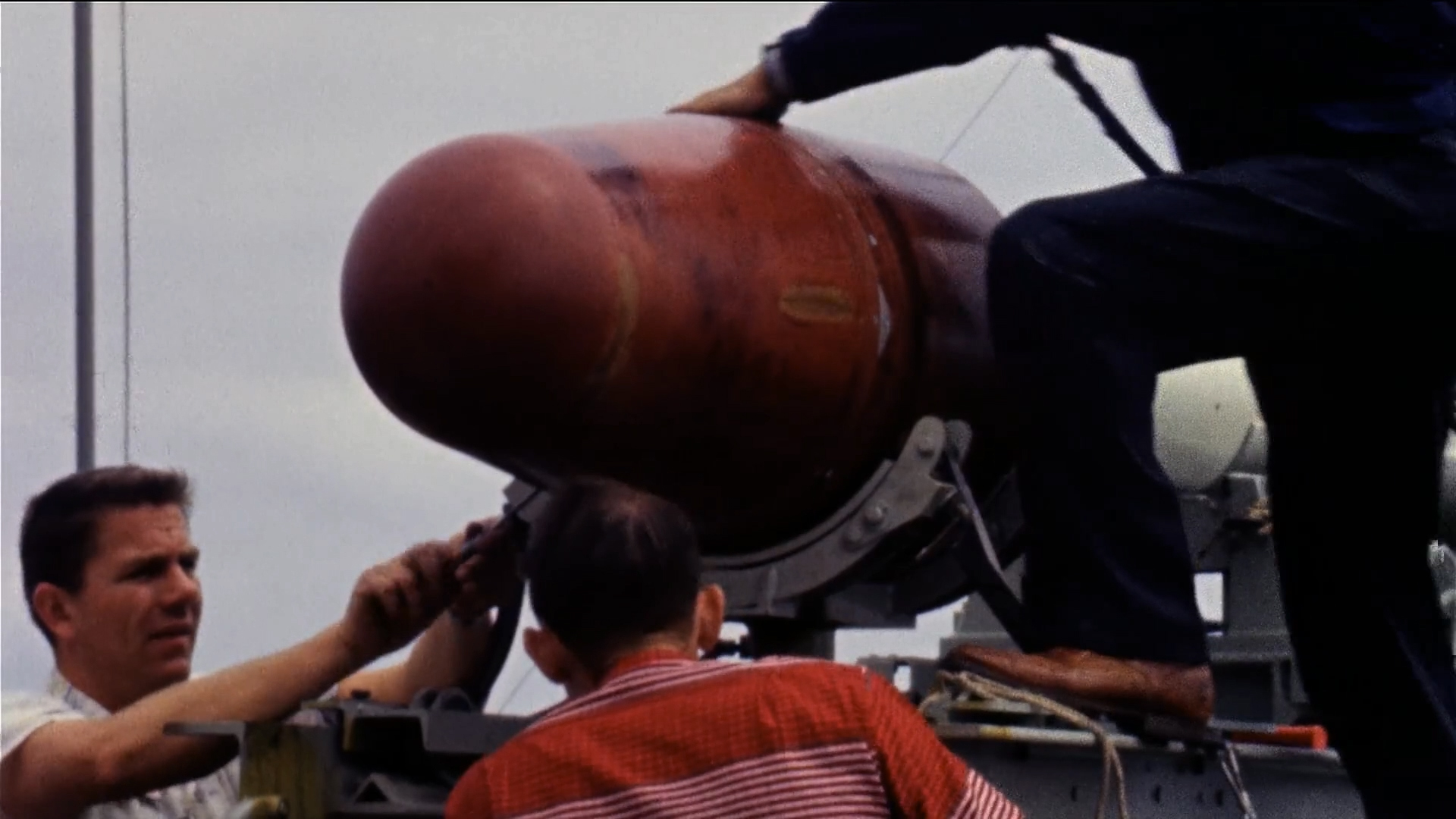
X-17A 탄두.

남아프리카 케이프타운에서 남서쪽으로 약 1800km 떨어진 지점에서 USS 노턴 사운드는 1.7 킬로톤 W-25 핵탄두를 장착한 세 개의 개조된 X-17A 미사일을 상층 대기로 발사했고, 그곳에서 고고도 핵폭발이 발생했다. 남대서양 변칙으로 인해 밴 앨런대는 그 위치에서 지구 표면에 더 가깝다. 이 실험의 (극단적인) 고도는 실험에 관련된 인력이 어떠한 이온화 방사선에도 노출되지 않도록 선택되었다. 방사선 노출의 위협이 매우 적음에도 불구하고, 방사선 노출을 방지하기 위한 예방 조치가 취해졌다. 태스크 포스 사령관과 그의 참모진은 작전의 각 단계에서 따라야 할 일련의 예방적 방사선 안전 조치를 고안했다. 이 미사일로부터의 방사선 노출 가능성은 미미했지만, 태스크 포스 88 승무원은 사령관의 지시에 따라 안전 조치를 수행했다.
미군과 다른 정부 기관 및 전 세계 다양한 계약업체는 인공위성, 로켓, 항공기 및 지상 기지를 포함하는 협력 측정 프로그램을 사용했다.
아거스 폭발은 핵분열 파편의 β-붕괴로 인한 인공 전자 벨트를 생성했다. 이는 몇 주 동안 지속되었다. 이러한 방사선 벨트는 무선 및 레이더 전송에 영향을 미치고, 대륙간 탄도 미사일 탄두의 무장 및 신관 메커니즘을 손상시키거나 파괴하며, 궤도에 있는 우주선의 승무원을 위험에 빠뜨린다. 이 실험을 수행한 후 폭발이 실제로 레이더 신호의 수신 및 전송을 저하시킨다는 것이 밝혀졌는데, 이는 크리스토필로스 효과에 대한 크리스토필로스의 주장이 옳았다는 또 다른 증거이다.
아거스 작전은 크리스토필로스 이론의 타당성을 입증했다. 즉, 핵분열 생성물의 중성자 및 베타 붕괴와 상층 대기에서 장치 물질의 이온화로부터 파생된 전자 껍질의 형성이 입증되었다. 이는 군사적 고려 사항에 대한 데이터를 제공했을 뿐만 아니라 "막대한 양의" 지구물리학적 데이터를 생산했다.

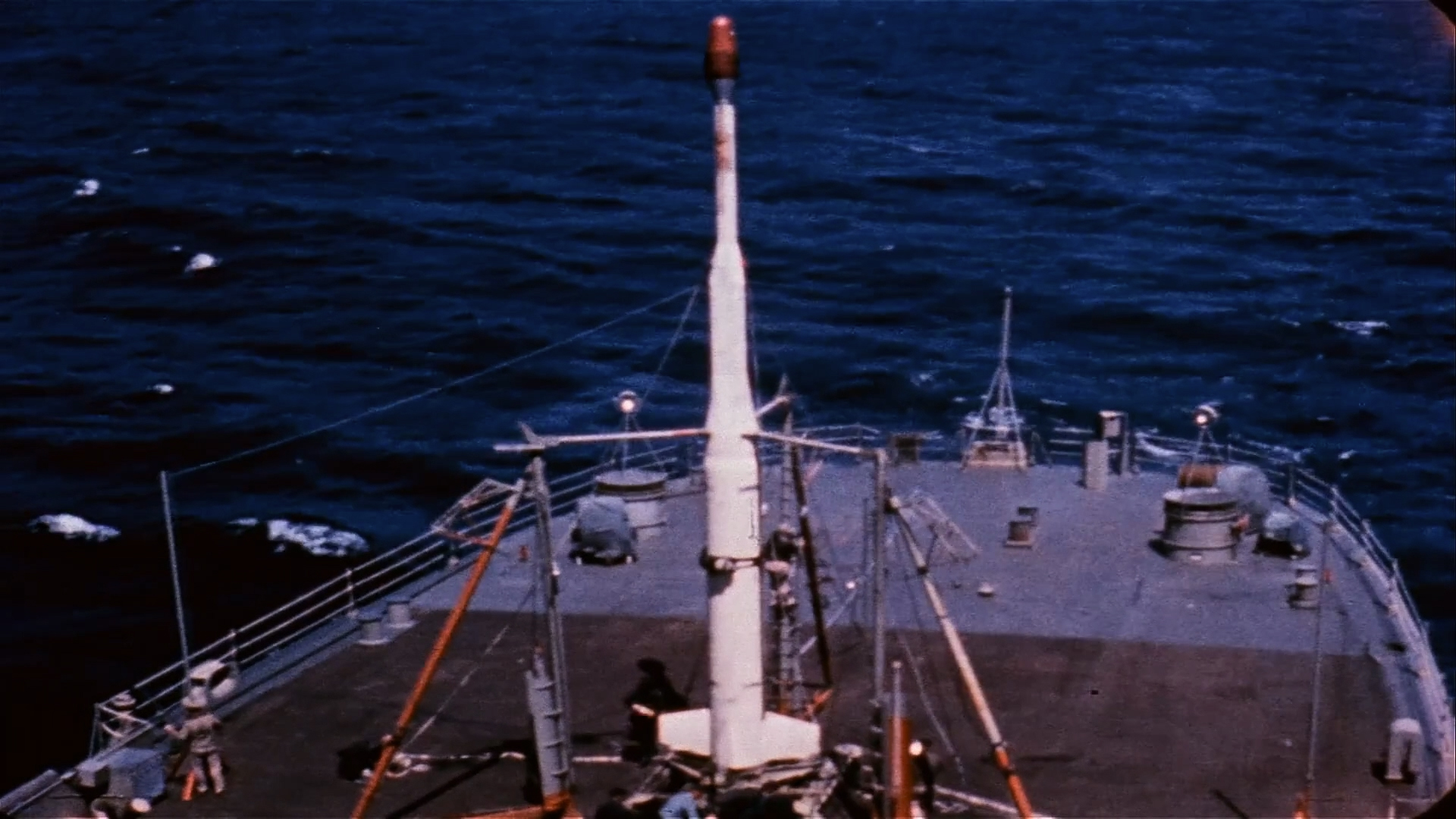
USS-노턴 사운드에 X-17A 발사를 기다림.

이 실험은 1959년 3월 19일 뉴욕 타임스의 핸슨 볼드윈과 월터 설리번에 의해 처음 보도되었는데, 이들은 이를 "지금까지 수행된 가장 위대한 과학 실험"이라고 헤드라인을 달았다. 이는 무단 출판으로, 많은 과학자들이 지구 대기권에 인공 입자가 존재한다는 사실을 알지 못했기 때문에 과학자들 사이에 큰 논란을 불러일으켰다. 약 9척의 선박과 4,500명의 인원이 작전에 참여했다. 실험 완료 후, 태스크 포스는 브라질 리우데자네이루를 경유하여 미국으로 돌아갔다.
이 실험은 다음 해에 공식적으로 발표되었지만, 실험의 전체 결과와 문서는 1982년 4월 30일까지 기밀 해제되지 않았다.

## 아거스 발사 목록
| 이름 | 일시 (UT)                | 현지 시간대 | 위치 | 고도 + 높이                 | 운반 목적                      | 장치 | 수율                    | 낙진 | 참조                                      | 비고 |
| ---- | ------------------------ | ----------- | --- | --------------------------- | ------------------------------ | ---- | ----------------------- | ---- | ----------------------------------------- | ---- |
| 1    | 1958년 8월 27일 02:28:?? | WET (0 hrs) | 남대서양에서 발사 남위 38° 30′ 서경 11° 30′ / 남위 38.5° 서경 11.5° , 고도: 0 + 0 m (0 + 0 ft); 남대서양 상공에서 폭발 남위 38° 30′ 서경 11° 30′ / 남위 38.5° 서경 11.5° | N/A + 170 킬로미터 (110 mi) | 우주 로켓 (> 80 km), 무기 효과 | W-25 | 1.7 TNT 킬로톤 (7.1 TJ) |      | [ 13 ] [ 14 ] [ 15 ] [ 16 ] [ 17 ] [ 18 ] |      |
| 2    | 1958년 8월 30일 03:18:?? | WET (0 hrs) | 남대서양에서 발사 남위 49° 30′ 서경 8° 12′ / 남위 49.5° 서경 8.2° , 고도: 0 + 0 m (0 + 0 ft); 남대서양 상공에서 폭발 남위 49° 30′ 서경 8° 12′ / 남위 49.5° 서경 8.2°     | N/A + 310 킬로미터 (190 mi) | 우주 로켓 (> 80 km), 무기 효과 | W-25 | 1.7 TNT 킬로톤 (7.1 TJ) |      | [ 13 ] [ 14 ] [ 15 ] [ 16 ] [ 17 ] [ 18 ] |      |
| 3    | 1958년 9월 6일 22:13:??  | WET (0 hrs) | 남대서양에서 발사 남위 48° 30′ 서경 9° 42′ / 남위 48.5° 서경 9.7° , 고도: 0 + 0 m (0 + 0 ft); 남대서양 상공에서 폭발 남위 48° 30′ 서경 9° 42′ / 남위 48.5° 서경 9.7°     | N/A + 794 킬로미터 (493 mi) | 우주 로켓 (> 80 km), 무기 효과 | W-25 | 1.7 TNT 킬로톤 (7.1 TJ) |      | [ 13 ] [ 14 ] [ 15 ] [ 16 ] [ 17 ] [ 18 ] |      |

1. ↑  미국, 프랑스, 영국은 실험 사건에 코드명을 부여했지만, 소련과 중국은 그러지 않았으며, 따라서 실험 번호만 사용했다(일부 예외 – 소련의 평화적 폭발은 이름이 부여되었다). 이름이 고유 명사가 아닌 한 영어 번역은 괄호 안에 표시된다. 숫자 뒤에 대시가 붙으면 일제 사격 이벤트의 구성원임을 나타낸다. 미국은 때때로 그러한 일제 사격 실험의 개별 폭발에도 이름을 부여하여 "name1 – 1(with name2)"과 같이 된다. 실험이 취소되거나 중단된 경우, 날짜 및 위치와 같은 행 데이터는 알려진 계획을 나타낸다.
2. ↑  UT 시간을 표준 현지 시간으로 변환하려면 괄호 안의 시간 수를 UT 시간에 더한다. 현지 일광 절약 시간의 경우 1시간을 추가한다. 결과가 00:00 이전이면 24시간을 더하고 날짜에서 1을 뺀다. 24:00 이후이면 24시간을 빼고 날짜에 1을 더한다.
3. ↑  대략적인 지명 및 위도/경도 참조. 로켓 운반 실험의 경우, 알려져 있다면 폭발 위치 이전에 발사 위치가 지정된다. 일부 위치는 매우 정확하지만, 다른 위치(예: 공중 투하 및 우주 폭발)는 상당히 부정확할 수 있다. "~"는 해당 지역의 다른 실험과 공유되는 일반적인 대략적인 위치를 나타낸다.
4. ↑  고도는 폭발 지점 바로 아래의 해발 고도이며, 높이는 탑, 풍선, 샤프트, 터널, 공중 투하 또는 기타 장치에 의해 추가되거나 제거된 추가 거리이다. 로켓 폭발의 경우 지면 고도는 "N/A"이다. 경우에 따라 높이가 절대적인지 지면에 상대적인지 명확하지 않다(예: 플럼밥/존). 숫자나 단위가 없으면 값이 알 수 없음을 의미하며, "0"은 0을 의미한다. 이 열의 정렬은 고도와 높이를 합한 값으로 한다.
5. ↑  대기권, 공중 투하, 풍선, 포, 순항 미사일, 로켓, 지표면, 탑, 바지선은 모두 부분적 핵실험 금지 조약에 의해 금지된다. 밀폐된 수직 갱도와 터널은 지하이며, PTBT 하에서도 유용하게 사용되었다. 의도적인 분화구 생성 실험은 경계선에 있으며, 조약 하에서 발생했지만 때때로 항의를 받았고, 실험이 평화적 용도로 선언된 경우 일반적으로 묵과되었다.
6. ↑  무기 개발, 무기 효과, 안전 실험, 운송 안전 실험, 전쟁, 과학, 공동 검증 및 산업/평화적 사용을 포함하며, 이는 더 세분화될 수 있다.
7. ↑  알려진 시험 품목의 지정, "?"는 이전 값에 대한 불확실성을 나타내며, 특정 장치에 대한 별명은 따옴표로 표시된다. 이 정보 범주는 종종 공식적으로 공개되지 않는다.
8. ↑  톤, 킬로톤, 메가톤 단위의 추정 에너지 수율. TNT 1톤 환산은 4.184 기가줄(1 기가칼로리)로 정의된다.
9. ↑  알려진 경우 즉각적인 중성자를 제외하고 대기로의 방사성 방출. 언급된 경우 측정된 종은 요오드-131만 해당되며, 그렇지 않으면 모든 종이 해당된다. 항목이 없으면 알 수 없음을 의미하며, 지하인 경우 아마도 없을 것이고, 그렇지 않으면 "모든" 종이 해당된다. 알려진 경우 현장 또는 현장 밖에서 측정되었는지 여부 및 측정된 방출 방사능 양에 대한 표기.

## 아거스 작전에 참여한 함정 목록
- USS Tarawa (CVS-40)
- USS Bearss (DD-654)
- USS Warrington (DD-843)
- USS Courtney (DE-1021)
- USS Hammerberg (DE-1015)
- USS Neosho (AO-143)
- USS Salamonie (AO-26)
- USS Norton Sound (AVM-1)
- USS Albemarle (AV-5)

## 같이 보기
- 하드택 티크 작전
- Operation Dominic I and II
- HAARP
- 인공 방사선대 목록
- 오로라 § 공액 오로라

## 더 읽어보기
- Chun, Lt. Col. Clayton K. S. Shooting down a "Star": Program 437, the US Nuclear ASAT System and Present-Day Copycat Killers. College of Aerospace Doctrine Research and Education. April 2000, 맥스웰 공군 기지, 앨라배마주.
- Wolverton, Mark. Burning the Sky: Operation Argus and the Untold Story of the Cold War Nuclear Tests in Outer Space. New York: Abrams, 2018. ISBN 9781468314182.